# Otavio Juliano
Otavio Juliano (né en 1972 à São Paulo) est un réalisateur brésilien de documentaires. Il vit à Los Angeles.

## Biographie
Sa première œuvre importante fut La Californie du Troisième Monde (Third World California), sur les conditions épouvantables des immigrés mexicains qui résident dans une réserve indienne au désert, non loin du luxe étonnant de Palm Springs où beaucoup d'eux travaillent. La Californie du Troisième Monde a été présente au 22e Chicago Latin Film Festival.
Aujourd'hui, Juliano se trouve engagé dans la production de deux nouveaux films. Le premier, L'arbre de la musique, racontera l'histoire du pernambouc, une espèce d'arbre dont bois est utilisé pour la fabrication d'archets de violon. Sa raréfaction actuelle signifie une grave menace pour la musique classique. Le deuxième dépeindra les pêcheurs brésiliens d'homards, qui risquent ses vies quotidiennement en poursuite de ces crustacés.